# تايسون ويلر
تايسون ويلر (بالإنجليزية: Tyson Wheeler)‏ مواليد 8 أكتوبر 1975 في نيو بريتن، هو مدرب كرة سلة أمريكي ولاعب سابق. بدأ مسيرته الاحترافية في سنة 1998. تم اختياره من قبل فريق تورونتو رابتورز خلال الدرافت. يبلغ طوله 5 قدم 10 بوصة (1.8 م). اعتزل اللعب في 2008.

## المسيرة الاحترافية
لعب مع فنربخشة لكرة السلة في الدوري التركي في موسم 1998–1999، ثم لعب مع دنفر ناغتس في سنة 1999، ثم لعب مع بالاكانسترو كانتو في الدوري الإيطالي في موسم 2003–2004.

## روابط خارجية
- تايسون ويلر على موقع إن بي أي (الإنجليزية)
- تايسون ويلر على موقع سبورتس رفرنس (الإنجليزية)
- تايسون ويلر على موقع كرة السلة الأوروبية.كوم (الإنجليزية)
- تايسون ويلر على موقع كلية كرة السلة في سبورتس رفرنس.كوم (الإنجليزية)
- تايسون ويلر على موقع ريلجم (الإنجليزية)
- تايسون ويلر على موقع بروبوليرز (الإنجليزية)
- تايسون ويلر على موقع سبورتس رفرنس (الإنجليزية)